# René Riva
René Riva (Amsterdam, 19 mei 1979) is een Nederlands acteur, stripauteur, zanger, en televisiepresentator. Riva zingt zowel Nederlands als Italiaans en Napolitaans repertoire. Hij zingt veelal lichte muziek, maar beschikt ook over een klassiek stemgeluid (tenor).

## Jeugd en begin carrière
René Riva werd geboren in het Onze Lieve Vrouwe Gasthuis in Amsterdam-Oost en groeide vanaf 1980 op in de Watergraafsmeer. In zijn jeugd kwam hij regelmatig bij zijn familie in Italië, waardoor hij de Italiaanse taal en cultuur leerde kennen. De eerste keer dat René besefte hoe mooi zingen kan zijn was toen hij in 1992 de films van de komieken Laurel & Hardy herontdekte. Oliver Hardy, een tenor, zong namelijk in een aantal van die films en dat wekte bij René aardig wat interesse. In 1994 was hij zeer onder de indruk van een concert van De Drie Tenoren en in 1996 van Italiaanse liederen van Willy Alberti. Hij oefende veel om dit repertoire mee te zingen en ontwikkelde in een paar jaar zijn zangstem en zong zo nu en dan voor klasgenoten en vrienden.
In 2000 werd Riva in een café op de Dappermarkt ontdekt door Corrie Verbrugge (1931-2022), een jongere zuster van Willy Alberti, die bij hem veel gelijkenis hoorde met de stem van haar broer. Er volgden kleine (benefiet)optredens. In de periode 2001-2004 trad Riva regelmatig op onder begeleiding van toetsenist Erik Biesterveld, de zoon van zanger en acteur Bram Biesterveld. Zijn management werd in die tijd verzorgd door Willy's zoon Tonny Alberti (1950-2023), die ook danig onder de indruk was van zijn stem. Riva bracht in mei 2003 in eigen beheer, onder het label Alberti Music, een single uit, met daarop twee Nederlandse nummers en twee Italiaanse nummers. Deze single kwam bij platenmaatschappij Sony-BMG en producenten Emile Hartkamp en Norus Padidar terecht. In december 2004 tekende Riva een platencontract met Sony-BMG.
In september 2003 trad Riva op op het Jordaanfestival. De organisator van het festival hoorde Riva eerder onder begeleiding van het Rembrandt Duo zingen en vroeg hem of hij als speciale gast met het Rembrandt Duo wilde optreden op de openingsavond van het festival. Riva zong er O, Mooie Westertoren, Liefde en de Italiaanse medley. Dit eerste optreden voor een groot publiek was zeer succesvol. Optredens het jaar erop oogstten ook veel bijval, bijvoorbeeld op de Amsterdamse Avond in de Jaap Edenhal in Amsterdam, het Kazematten Festival in Maastricht en het Gala van de Jordaan in de Beijneshal in Haarlem. Van 2002 t/m 2005 was Riva vaste gast bij Rondje Amsterdam, een door Tonny Alberti maandelijks georganiseerd muziekevenement.

## Carrière

### Televisie- en albumdebuut
In april 2005 maakte Riva zijn landelijke televisiedebuut bij het Radio 2 Gala van het Nederlandse Lied ter ere van Willeke Alberti.
Riva's debuutalbum verscheen op 2 mei 2005. Het eerste exemplaar werd uitgereikt door Willeke Alberti. Het album werd geproduceerd door Emile Hartkamp en Norus Padidar en opgenomen met muzikanten van het Metropole Orkest en accordeonist Rolus Karssen. Henk Berenschot en John van de Ven schreven de arrangementen, Jacques Verburgt nam de gitaren voor zijn rekening en Riva nam het duet Wij zijn echte vrienden op met Willeke Alberti. Van dit album bereikten de singles C’est la vie (#53) en Ik pluk 'n ster voor jou (#59) de single top 100. In 2006 bereikte de remix van C’est la vie eveneens de 53e plaats in de single top 100. In het land werd C’est la vie een veel grotere hit dan op de hitlijsten en er werden vele versies van opgenomen alsmede enkele spin-offs zoals De Italiaan van Marianne Weber. Riva werkte in de periode 2005-2008 mee aan vele TROS-programma's, waaronder muziekfeesten in Nederland, Curaçao, Italië en Oostenrijk. Op 12 november 2005 zong Riva in de Amsterdam ArenA het Italiaanse volkslied voorafgaand aan de vriendschappelijke wedstrijd Nederland-Italië.

### Evenementen
Vanaf 2005 begon Riva op verscheidene grote evenementen in het land op te treden zoals de Gay Pride op het Rembrandtplein in Amsterdam, het Bevrijdingsfestival in Zwolle, het Giga Piraten Festijn in het Gelredome in Arnhem, het Festival van het levenslied in Tilburg, de Wieler 6-Daagse in het Velodrome in Amsterdam, het Smartlappen Festival in Hillegom, bij De Ronde van Arnhem en het Klein Jordaanfestival op de Dam in Amsterdam t.g.v. de Stadsspelen. In 2010 opende hij op de Dam samen met burgemeester Eberhard van der Laan het Draaiorgelfestival Amsterdam.

### Filmdebuut
Voor een gastrol in de Nederlandse speelfilm Nachtrit werd Riva geselecteerd door regisseuse Dana Nechushtan. Op 30 september 2006 ging de film tijdens het Filmfestival in Utrecht in première. Deze film heeft de problemen van Dennis van der Horst tijdens de Amsterdamse taxi-oorlog als uitgangspunt. De hoofdrolspelers Frank Lammers en Fedja van Huêt zijn in de film fan van Riva. Als de broers Dennis en Marco spelen en zingen ze zijn liedjes en dan met name Ik pluk ’n ster voor jou. Dit nummer brengt Riva ook zelf in de film ten gehore wanneer hij optreedt in het woonhuis van ome Jan (Henk Poort).

### Theaterwerk
In maart en april 2006 trad Riva op met Frans Bauer, Marianne Weber en Charlène in een theatertournee van de TROS. Ook trad hij regelmatig op voor het Amsterdams Kleinkunst Festival o.a. op de Avond van het Nieuwe Lied in Het Werkteater en De Meervaart, met het programma  Canzoni Favorite in De Doelenzaal tijdens de Uitmarkt en bij de hommage voor Eddy Christiani die in 2008 t.g.v. zijn 90e verjaardag geëerd werd in de Stadsschouwburg van Amstelveen. Op 21 oktober 2007 trad Riva, samen met accordeonist Rolus Karssen, op ter ere van John Kraaijkamp sr. die in theater De Kleine Komedie in Amsterdam de Blijvend Applaus Prijs ontving. Riva en Karssen vertolkten O Mooie Westertoren omdat Kraaijkamp dat het mooiste Amsterdamse lied vond. Verder verleende Riva zijn medewerking aan concerten en televisieprogramma's vanuit het Beatrix Theater in Utrecht, Theater De Smelt in Assen en het Zonnehuis in Amsterdam.

### Platenlabel EMC-RIVA
Riva startte in november 2007 met Coen van Hoevelaak het platenlabel EMC-RIVA, onder welke naam in 2008 drie singles en een album van Riva verschenen. Een van die singles was Hola, Barcelona, welke de 80e plaats in de Top 100 bereikte. De singles en het album werden geproduceerd door Edwin van Hoevelaak. Het album heet Als ik jou zie en bevat o.a. een duet met Joke de Kruijf en drie Italiaanstalige nummers. TROS-leden die dit album bestelden ontvingen ook de exclusieve dvd René Riva in Riva del Garda.

### Presentator van Sterrenpalet
In 2008 en 2009 presenteerde Riva samen met zangeres Christina van Esch het muziekprogramma Sterrenpalet dat op verschillende locaties in Nederland met een live publiek werd opgenomen en wekelijks op het digitale TROS-themakanaal Sterren.nl te zien was. Dit programma was tevens te zien op de Limburgse televisiezender TV Ellef. Voor beide zenders zijn meer dan 60 afleveringen gemaakt.

### Benefieten
Sinds de start van zijn muzikale loopbaan heeft Riva veelvuldig belangeloos als zanger opgetreden voor uiteenlopende goede doelen. Hij deed onder meer al benefietoptredens voor Stichting KiKa, Nationale Vereniging de Zonnebloem, het Aidsfonds, Stichting Doe Een Wens (Make-A-Wish Foundation), het Ronald McDonald Kinderfonds, Zeehondencentrum Pieterburen en Stichting Beddenrace. Ook als acteur zet hij zich in voor goede doelen. In 2017 speelde hij Sinterklaas bij het Kinderhulp Sinterklaasfeest in Amsterdam van het Nationaal Fonds Kinderhulp. In datzelfde jaar speelde hij zowel koning Willem-Alexander in de speelfilm 'Sinterklaas is nog niet jarig' als op de première ervan in Pathé Zaandam die gratis toegankelijk was voor kinderen en waarbij een deel van de opbrengst van de dvd's van deze film bestemd was voor Stichting KiKa.

### Bedanklied voor de Koningin
Op 28 januari 2013, enkele uren nadat Koningin Beatrix bekendmaakte afstand te zullen doen van de troon, kwam de single 'Dank U, Majesteit' uit. Dezelfde avond was de single al te horen op Radio 538 en als download beschikbaar. Riva nam dit nummer in duet op met Ronnie Tober onder begeleiding van een aantal leden van het Metropole Orkest. Rosetty de Ruiter en haar echtgenoot Martin de Ruiter schreven de tekst en componeerden de muziek. Op 18 april 2013 ontvingen Tober en Riva, tijdens opnames in Den Haag voor het televisieprogramma Hart voor Muziek, uit handen van Nick Nielsen een Gouden Plaat voor deze single. De single was eerst alleen als download beschikbaar, maar werd vanaf 21 april door alle filialen van Dirk van den Broek, Digros, Bas van der Heijden en DekaMarkt verkocht. De single mocht zich verheugen op enthousiaste schriftelijke reacties van een aantal commissarissen van de Koningin, premier Mark Rutte en de burgemeester van Amsterdam Eberhard van der Laan.

### Films en series
Sinds 2011 legt Riva zich meer toe op acteren in films en series. In dat jaar was hij te zien als Bibhas in de korte Amerikaanse film Breaking Even. In 2012 ging de film GRIMAS in première van de jonge filmmaker Arjen Rooseboom. Riva speelt hierin de rol van dokter Brink. Ook was Riva in dat jaar met een viertal nummers te horen in Zwarte Dagen, een aflevering van de televisieserie Van God Los. In 2013 speelde hij detective Paul Manon in de korte film noir .38 Revolver. Tevens regisseerde, schreef en produceerde hij de korte, zwijgende film The Butler's Tale. Riva is hierin te zien als Elmer Fudge, de butler van Lady Cavendish welke rol gespeeld wordt door voormalig Hollywood-actrice Jean Darling. In 2014 speelde Riva in twee korte Amerikaanse films waarvan de horrorparodie Son of the Ghost of the Invisible Spook de meest opvallende is en was hij kort te zien in een aflevering van de jeugdtelevisieserie Het verborgen eiland. In 2015 was hij te zien in de Nederlandse speelfilm Dans met de Duivel en in de korte films It Came From Beneath The Beyond, Sinterklaas en de Avonturen van de Nieuwe Piet en Het Pieten Duo en de Verdwenen Pakjes. In 2017 ging de speelfilm Sinterklaas is nog niet jarig in Pathé Zaandam in première waarin hij als koning Willem-Alexander te zien is. Deze film werd aldaar direct na vertoning op dvd verkocht waarvan een deel van de opbrengst voor KiKa was. De Sinterklaasfilm Het Gestolen Speelgoed was in oktober en november 2018 te zien in het Luxor Theater in Zutphen. Hierin vertolkte Riva voor de tweede maal de rol van Frederik de Gemenerik. In 2019 was hij te zien als homofobe vader in een aflevering van de Zapp-jeugdserie #Forever en als Pope Traiectus VI in de korte film House of the Lord die in Filmtheater Kriterion z'n première beleefde. In 2020 speelde Riva een hoofdrol in de korte film The Squatters. In 2021 speelde hij de Bakkerspiet in het derde seizoen van De Staff van Sinterklaas met o.a. Ellen Röhrman, Fred Butter en Erik van Muiswinkel. Ook speelde hij dat jaar in de videoclip Gringo Safado van MC Jack Sparrow en in twee afleveringen van de Pools-Nederlandse comedyserie Samen.pl. De korte film Zwervers beleefde in 2022 z'n première op YouTube, Riva schreef hiervoor het scenario en speelt er de Amsterdamse zwerver Kees in. In datzelfde jaar had hij ook een kleine gastrol in de comedyserie 'Ten minste houdbaar tot'. Voor 2024 staan onder meer de releases van de speelfilms Down Squad en Alma gepland. Riva speelt hierin respectievelijk wethouder Jasper Loman en Floris Theunissen.

### Stripauteur
Riva is de bedenker en schrijver van de tekststrip Verhalen van Vroeger waarvoor hij een samenwerking is aangegaan met illustrator en striptekenaar Ralph Dikmans. Het eerste verhaal, De betoverde pepernoten, werd van 10 november 2021 t/m 14 december 2022 voorgepubliceerd in DeMooiBoxtelKrant. In oktober 2022 werd het verhaal door Uitgeverij Cliché in oblongformaat in albumvorm uitgegeven. Het tweede verhaal, Het bezemgilde, werd van 17 januari 2023 t/m 5 juni 2024 voorgepubliceerd in dezelfde krant die intussen opging in de krant Brabants Centrum. In maart 2024 verscheen het als album, bij voornoemde uitgeverij.

## Filmografie

### Films
| Jaar | Titel                                          | Rol                     | Opmerkingen                           |
| ---- | ---------------------------------------------- | ----------------------- | ------------------------------------- |
| 2022 | Out of the Blue                                | Zombieman               | Korte film                            |
| 2022 | Zwervers                                       | Kees van Voren          | Korte film - Tevens scenario en regie |
| 2021 | Gringo Safado                                  | Gringo                  | Videoclip                             |
| 2020 | The Squatters                                  | Jan                     | Korte film                            |
| 2019 | House of the Lord                              | Pope Traiectus VI       | Korte film                            |
| 2018 | Sinterklaas en Het Gestolen Speelgoed          | Frederik de Gemenerik   | Speelfilm                             |
| 2017 | Sinterklaas is nog niet jarig!                 | Koning Willem-Alexander | Speelfilm                             |
| 2016 | Aan boord van de Batavia                       | Provoost                | Korte film                            |
| 2015 | Het Pieten Duo en de Verdwenen Pakjes          | Frederik de Gemenerik   | Korte film                            |
| 2015 | Sinterklaas en de Avonturen van de Nieuwe Piet | Kapitein                | Korte film                            |
| 2015 | It Came from Beneath the Beyond                | The Ghoul Man           | Korte film                            |
| 2015 | Dans met de Duivel                             | Barkeeper               | Speelfilm                             |
| 2014 | Son of the Ghost of the Invisible Spook        | Count Dracula           | Korte film                            |
| 2014 | Cheating Honestly                              | Mr. René W. Riva        | Korte film                            |
| 2013 | The Butler's Tale                              | Elmer Fudge             | Korte film - Tevens scenario en regie |
| 2013 | .38 Revolver                                   | Detective Paul Manon    | Korte film                            |
| 2012 | GRIMAS                                         | Dr. Brink               | Speelfilm                             |
| 2011 | Breaking Even                                  | Bibhas                  | Korte film - Tevens scenario segment  |
| 2006 | Nachtrit                                       | René Riva               | Speelfilm                             |

### Series
|      | Titel                      | Rol              | Opmerkingen            |
| ---- | -------------------------- | ---------------- | ---------------------- |
| 2022 | Ten minste houdbaar tot    | Dirk             | 1 episode              |
| 2021 | De Staff van Sinterklaas   | Bakkerspiet      | Seizoen 3 - 8 episodes |
| 2021 | Samen.pl                   | Jan-Willem       | Seizoen 1 - 2 episodes |
| 2019 | #Forever                   | Stephans vader   | Seizoen 2 - 1 episode  |
| 2016 | Caps Club                  | Undercover Agent | Seizoen 3 - 1 episode  |
| 2016 | Het leven op de Batavia    | Provoost         | 2 episodes             |
| 2014 | Het verborgen eiland       | Raptorman        | 1 episode              |
| 2012 | Breaking Even - The Series | René Riva        | 1 episode              |
| 2006 | De Regiotap                | Willy Alberti    | 1 episode              |

## Discografie

### Albums
| Album met eventuele hitnotering(en) in de Nederlandse Album Top 100 | Datum van verschijnen | Datum van binnenkomst | Hoogste positie | Aantal weken | Opmerkingen |
| ------------------------------------------------------------------- | --------------------- | --------------------- | --------------- | ------------ | ----------- |
| René Riva                                                           | 2005                  | 07-05-2005            | 63              | 9            |             |
| Als ik jou zie                                                      | 2008                  | -                     |                 |              |             |

### Singles
| Single met eventuele hitnotering(en) in de Nederlandse Top 40 | Datum van verschijnen | Datum van binnenkomst | Hoogste positie | Aantal weken | Opmerkingen                 |
| ------------------------------------------------------------- | --------------------- | --------------------- | --------------- | ------------ | --------------------------- |
| Jij bent 't leven voor mij                                    | 2003                  | -                     |                 |              | Maxi-single                 |
| Ik pluk 'n ster voor jou                                      | 2005                  | -                     |                 |              | Nr. 59 in de Single Top 100 |
| C'est la vie                                                  | 2005                  | -                     |                 |              | Nr. 53 in de Single Top 100 |
| Woorden zonder geheimen                                       | 2005                  | -                     |                 |              |                             |
| C'est la vie (Remix)                                          | 2006                  | -                     |                 |              | Nr. 53 in de Single Top 100 |
| Ik voel me prima                                              | 2006                  | -                     |                 |              |                             |
| Ik pluk 'n ster voor jou (Nachtrit uitvoering)                | 2006                  | -                     |                 |              |                             |
| Bella Margaritha                                              | 2007                  | -                     |                 |              |                             |
| In jouw blauwe ogen                                           | 2008                  | -                     |                 |              |                             |
| Hola, Barcelona                                               | 2008                  | -                     |                 |              | Nr. 80 in de Single Top 100 |
| Die muziek                                                    | 2008                  | -                     |                 |              |                             |
| Ik heb mijn hart gegeven                                      | 2009                  | -                     |                 |              | met Joke de Kruijf          |
| Dank U, Majesteit                                             | 2013                  | -                     |                 |              | met Ronnie Tober            |